# Pseudione stylopoda
Pseudione stylopoda är en kräftdjursart som beskrevs av Christopher B. Boyko 2004. Pseudione stylopoda ingår i släktet Pseudione och familjen Bopyridae. Inga underarter finns listade i Catalogue of Life.